# Vitale da Bologna

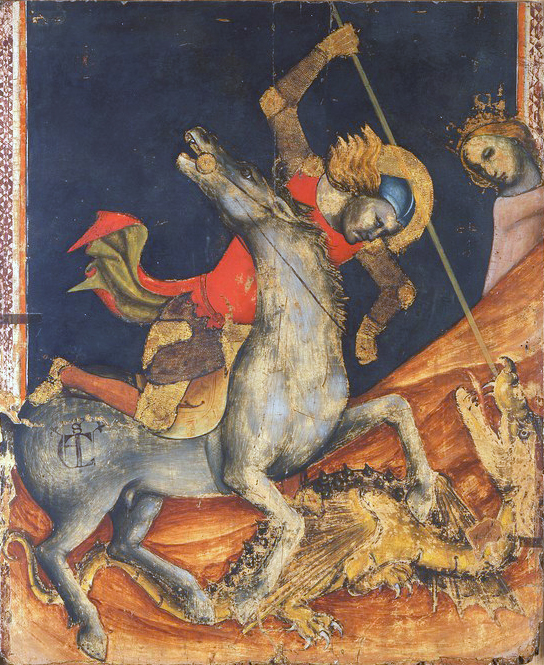
San Jorge y el dragón, temple sobre tabla, 80 x 70 cm, Bolonia, Pinacoteca Nazionale di Bologna.

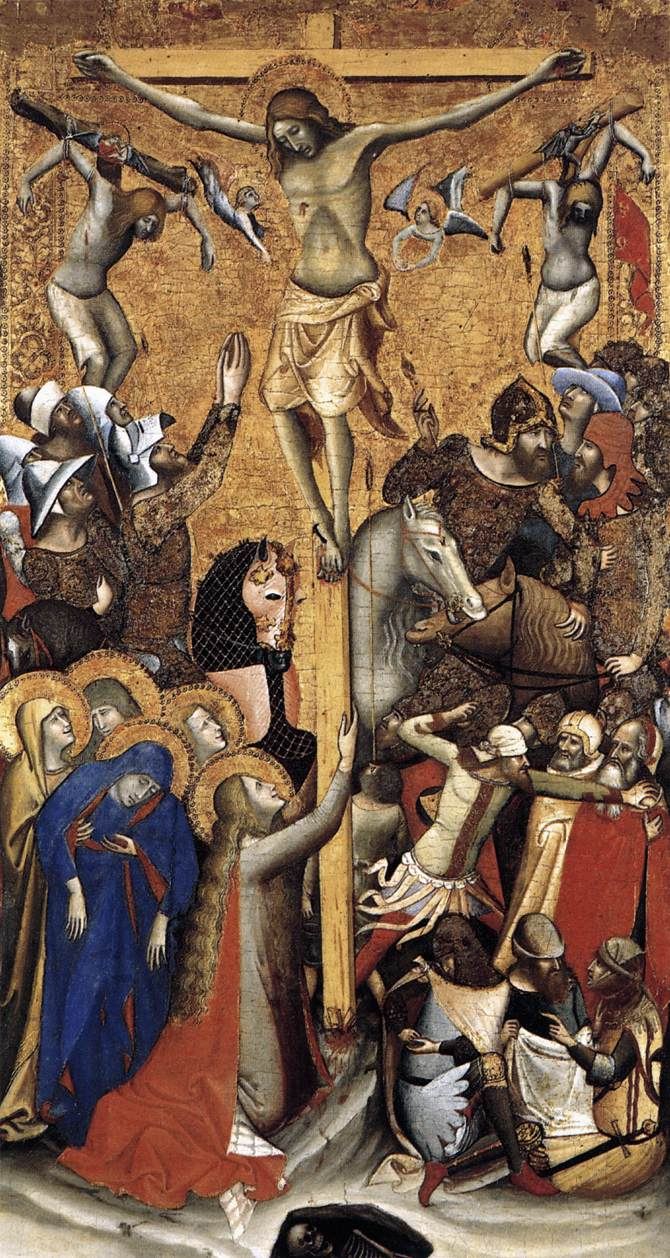
La Crucifixión, temple sobre tabla, 93 x 51,2 cm, Madrid, Museo Thyssen Bornemisza.

Vidalino di Aymo de Equis, llamado Vitale da Bologna y Vitale degli Equi (fl. 1330-1359) fue un pintor gótico italiano activo principalmente en Bolonia.

## Biografía y obra
A Vitale da Bologna se le documenta por primera vez en 1330, ocupado en la realización de algunos trabajos perdidos en la capilla Odofredi de la iglesia de San Francisco de Bolonia. Un año más tarde aparecía inscrito por primera vez en la relación de hombres hábiles para el empleo de las armas pertenecientes a la parroquia de Santa María la Mayor, donde figurará hasta 1359. Una única obra firmada, la llamada Madonna dei denti (Madonna con Bambino in trono e donatori, Museo Civico Davia Bargellini), fechada en 1345 e influida por Bernardo Daddi, permite fijar su estilo, refinado e inquieto, en el que se funden las influencias expresivas y monumentales del Giotto con el color delicado y la elegancia de los pintores de Rímini y con el arte realista de los iluminadores de manuscritos boloñeses, vinculados a su prestigiosa Universidad.
En 1349 trabajaba al fresco en la catedral de Údine, donde se conservan los frescos pintados en la capilla de San Nicolás, y en 1351 en la abadía de Pomposa, donde ejecutó un ciclo de frescos dedicados a la vida de san Eustaquio. También se le atribuyen los frescos de la iglesia de Santa Apollonia di Mezzaratta, traspasados a la Pinacoteca Nazionale de Bolonia. Sobre tabla, la línea inquieta y quebrada y el decorativismo de sus abigarradas composiciones, con una modulación discontinua del espacio, observable en los frescos de Messaratta, se advierte en obras maestras como el San Jorge y el dragón y las historias de san Antonio Abad de la pinacoteca boloñesa o en La Crucifixión del Museo Thyssen-Bornemisza.